# Alberobello
Alberobello (Iarubbèdde in dialetto locale) è un comune italiano di 10 061 abitanti della città metropolitana di Bari in Puglia, facente parte della Valle d'Itria e della Murgia dei Trulli.
È celebre per i suoi caratteristici trulli, modello costruttivo di architettura spontanea, dichiarati dal 6 dicembre 1996 Patrimonio mondiale dell'umanità dall'UNESCO.

## Geografia fisica
Alberobello è un comune che si trova nella parte sud-orientale della sua città metropolitana di appartenenza, non lontano dalla Valle d'Itria e dalle colline della Murgia Sud-Est barese.

## Origini del nome
Lo storico di Noci Pietro Gioia ha congetturato che il nome Alberobello derivasse da Silva alboris belli, con il significato di "bosco dell'albero della guerra" e tale derivazione, priva di riscontro documentale, è stata a lungo fatta propria dagli storici successivi. Studi posteriori sottolineano tuttavia che il primo toponimo con il quale la località era conosciuta fu Silva Alborelli: così risulta dal più antico documento a conoscenza degli studiosi, e cioè il diploma d'investitura del 15 maggio 1481 con il quale il re Ferrante d'Aragona assegnò i beni del defunto conte di Conversano Giulio Antonio I Acquaviva d'Aragona al figlio Andrea Matteo, illetterato. In detto documento si legge Silva Alborelli in provincia nostra Terra Bari.
Il nome Alberobello divenne ufficiale il 22 giugno 1797 dal primo Consiglio Comunale. In tale circostanza furono proposti anche i nomi di Ferrandina in onore di re Ferrante d'Aragona e di Ferdinandina in onore a re Ferdinando IV di Borbone. Tuttavia sino alla prima metà dell'Ottocento furono adottate anche le dizioni alternative Arborebello o Albero Bello.

## Storia
Una prima antropizzazione dell'area e bonifica agraria prese avvio nei primi anni del XVI secolo su impulso del conte di Conversano Andrea Matteo III Acquaviva d'Aragona, figlio di Giulio Antonio Acquaviva caduto nell'estate del 1480 nella battaglia di Otranto contro gli ottomani. Andrea Matteo introdusse dal feudo di Noci una quarantina di famiglie di contadini per bonificare e coltivare le terre, con l'obbligo di consegnargli la decima dei raccolti.

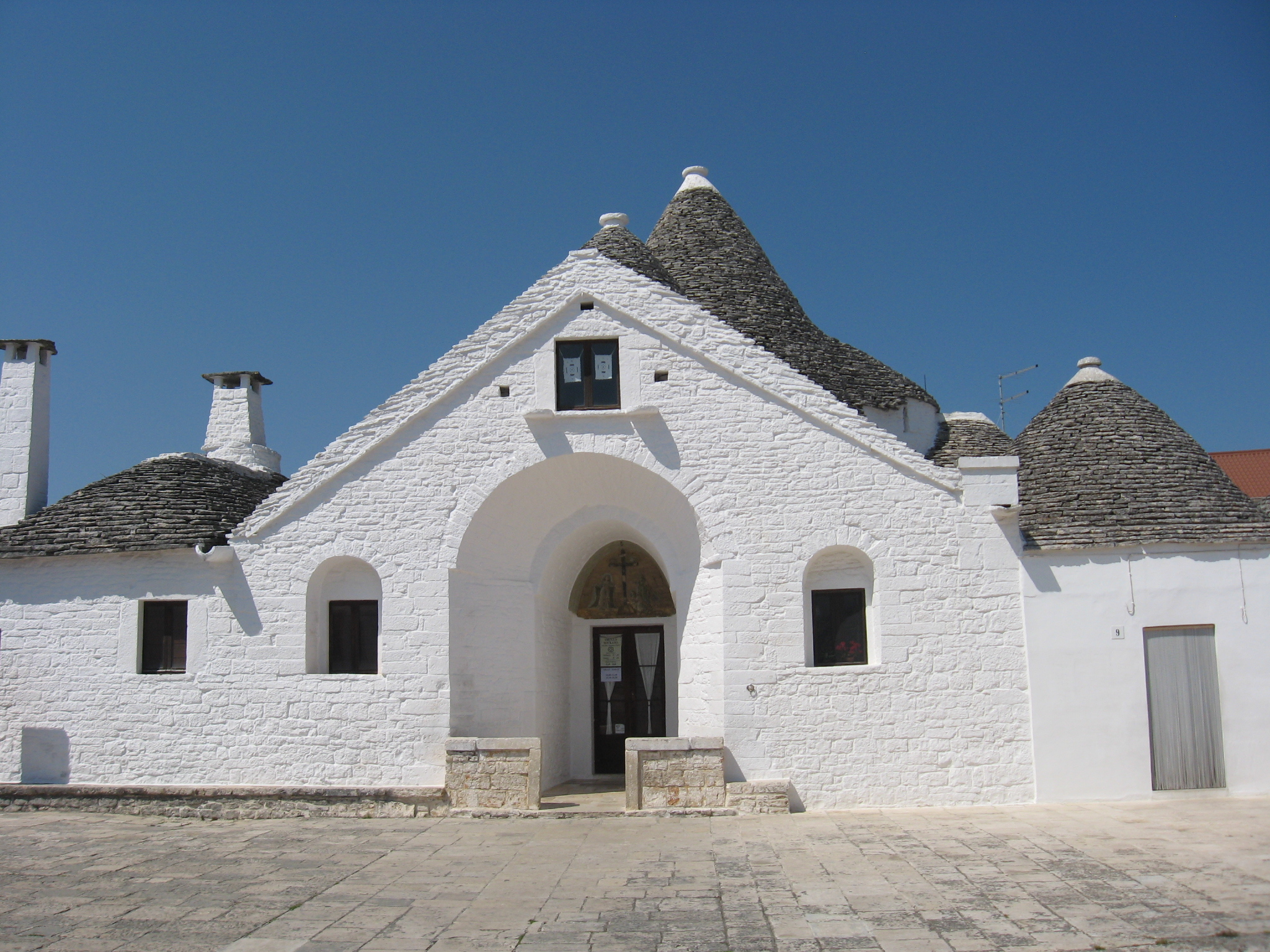
Trullo Sovrano

Il suo successore, il conte Giangirolamo II, detto dagli storici dell'Ottocento il Guercio delle Puglie perché da una lotta si procurò un occhio bendato (senza documentazione) nel 1635 al centro della zona eresse una locanda con annessi refettorio, taverna e oratorio dedicato alla Madonna di Loreto (10 dicembre) e ai Santi Cosma e Damiano (che fu chiuso dal pubblico nel 1863), che diede avvio all'urbanizzazione della selva con la costruzione di un agglomerato di piccole case.
L'abbondanza di materiale, soprattutto pietra calcarea e carsica e l'autorizzazione del conte a costruire case solo con muri a secco senza l'uso di malta, che divennero i caratteristici trulli, contribuirono all'espansione dell'agglomerato urbano. L'obbligo di far costruire case solo con pietre a secco fu un espediente del conte per evitare il pagamento dei tributi al viceré spagnolo del Regno di Napoli secondo la Pragmatica de Baronibus, legge in vigore fino al XVIII secolo secondo la quale la costruzione di un nuovo centro abitato comportava in primo luogo il regio assenso e il consecutivo pagamento dei tributi da parte del barone alla Regia Corte. Il centro abitato sorse sulle vie dell'antico fiume Cana/Cane, dove ora si trova il largo Giuseppe Martelotta.
Alberobello rimase feudo degli Acquaviva d'Aragona di Conversano fino al sabato 27 maggio 1797, quando il re Ferdinando IV di Borbone accolse l'istanza di una delegazione-comitato di sette gentiluomini, costituita dai dottori Giacomo Giuseppe Pezzolla e Martino Lippolis, dal capo d'arte Ottavio Ciaccia e dai sacerdoti Vito Fasano, Francesco Cosma Sgobba, Vito Nicola Tinelli e Francesco Martelotta, ed emanò un decreto con il quale elevava il piccolo villaggio a città regia, liberandola dalla servitù feudale. Il decreto giunse in paese il successivo 16 giugno e fu affisso su un albero di olmo alla vista di tutti. Il 22 giugno fu eletto come primo sindaco il fisico Francesco Giuseppe Lippolis soprannominato "Orecchie False". Nel 16 marzo 1814 fu istituita la parrocchia e nominato primo parroco don Vito Onofrio Tulio Lippolis cugino del primo sindaco, arciprete del Capitolo costituito da una ventina di presbiteri. Nell'estate del 1797 Antonio Francesco D'Amore costruì il primo trullo a due piani, noto oggi come Casa D'Amore.
Alberobello è l'unico centro abitato nel quale è presente un intero quartiere di trulli, viene pertanto considerata capitale culturale dei trulli della Murgia.

### Campo di internamento di Alberobello, la "Casa Rossa"
Nel 1940, con lo scoppio della seconda guerra mondiale, la masseria Gigante, che era stata realizzata nel 1887 in Contrada "Albero della Croce" per volontà del testamento del sacerdote e brigante Don Francesco Gigante (18 settembre 1812-9 gennaio 1888) con l'intento di realizzarvi un campo per la scuola di pratica d'agraria, fu requisita dal governo fascista che la adibì a campo di transito e di internamento fino ai primi di settembre del 1943, ossia per oltre 3 anni, questo uso si protrasse anche nel dopoguerra fino al 1949. Dal 1957 al 1972 la struttura fu utilizzata come scuola rieducativa minorile. All'interno vi è la chiesetta dedicata ai Santi Francesco e Chiara d'Assisi con dipinti in gesso del 1948.

### Simboli
Lo stemma del comune di Alberobello è stato riconosciuto con decreto del capo del governo del 26 marzo 1935 e modificato con D.P.C.M. del 24 novembre 1952.
Il guerriero medievale armato di lancia simboleggia l'intervento della dinastia borbonica per proteggere Alberobello, raffigurato dalla quercia, dalla prepotenza del conte Acquaviva di Conversano, rappresentato dal leone rampante, emblema del suo casato. Sullo sfondo dell'antico stemma civico, approvato dal primo Consiglio dell'Università di Alberobello del 1797, erano raffigurati dei trulli.
Il gonfalone, concesso con D.P.R. del 30 luglio 1953, è un drappo di giallo.

## Monumenti e luoghi d'interesse

### Architetture religiose
Chiesa Madre - Basilica - Santuario - Parrocchia SS. Martiri e Medici Cosma e Damiano
La Chiesa Matrice di Alberobello è consacrata all'Immacolata Concezione e ai santi Cosma e Damiano, patroni del comune con decreto pontificio da parte di Pio IX del lunedì 22 maggio 1854. 
Il loro culto fu introdotto nel 1636 dal conte Giangirolamo II, di cui ne era devoto a motivo di una ipotetica grazia ricevuta da sua moglie Isabella da Rocca Padula durante la gravidanza con la quale diede alla luce il primogenito, Cosimo Duca di Noci, infatti fu l'unico d'Acquaviva a possedere questo nome. Prima dell'istituzione della parrocchia, la cappella, risalente tra il 1609 e il 1636, dipese dalla parrocchia matrice di Noci sino al 16 marzo 1814. Il vescovo di Conversano Mons. Gregorio Falconieri la riconobbe come santuario il 12 settembre 1938 e il 18 febbraio 2000 papa Giovanni Paolo II la elevò a basilica minore.
L'edificio attuale, in stile neoclassico di pianta a croce latina, risale nel 1880 circa. Sostituì una cappella risalente alla prima metà del Seicento e si presuma consacrata alla Madonna delle Grazie con sotto l'ossario, denominato "Salvo". Fu raddoppiata nell'anno giubilare del 1725, allungata nel 1784 con sacrestia detta del "Moro" e nel 1852 in formazione dei due transetti, il vecchio campanile realizzato nell'anno giubilare del 1875. 
Il progetto, voluto fortemente nel 1881 dall'amministrazione comunale dal prof. Nicola Agrusti, fu redatto dell'architetto alberobellese Antonio Curri ed ebbe il benestare del parroco Mons. Domenico Morea. Il preventivo iniziale fu di 16.000 lire, ma la realizzazione costò 32.700 lire. La prima pietra fu posta la domenica 12 novembre 1882 e i lavori durarono quasi tre anni. La nuova facciata e transetto centrale furono aperti al culto il 20 Settembre 1885 in occasione della festa dell'Addolorata, in cui fu posta la epigrafe sull'ingresso; anche se la sua realizzazione era largamente incompleta. L'interno della navata completata a fine '800, l'abside nei primi del '900, la sacrestia vecchia fu demolita e ricostruita quella nuova e restaurata e completata nel 1968, nel 1935 fu aperto il cappellone del SS. Sacramento, il braccio sinistro completato nel 1948 e il quello destro nel 1956, mentre la prevista cupola ottagonale, di cui nel 1960 fu realizzata la base ottagonale, non è mai stata realizzata.
La chiesa custodisce, in primis, le reliquie dei Santi Titolari, festeggiati dal 25 al 28 settembre.
Parrocchia Sant'Antonio di Padova

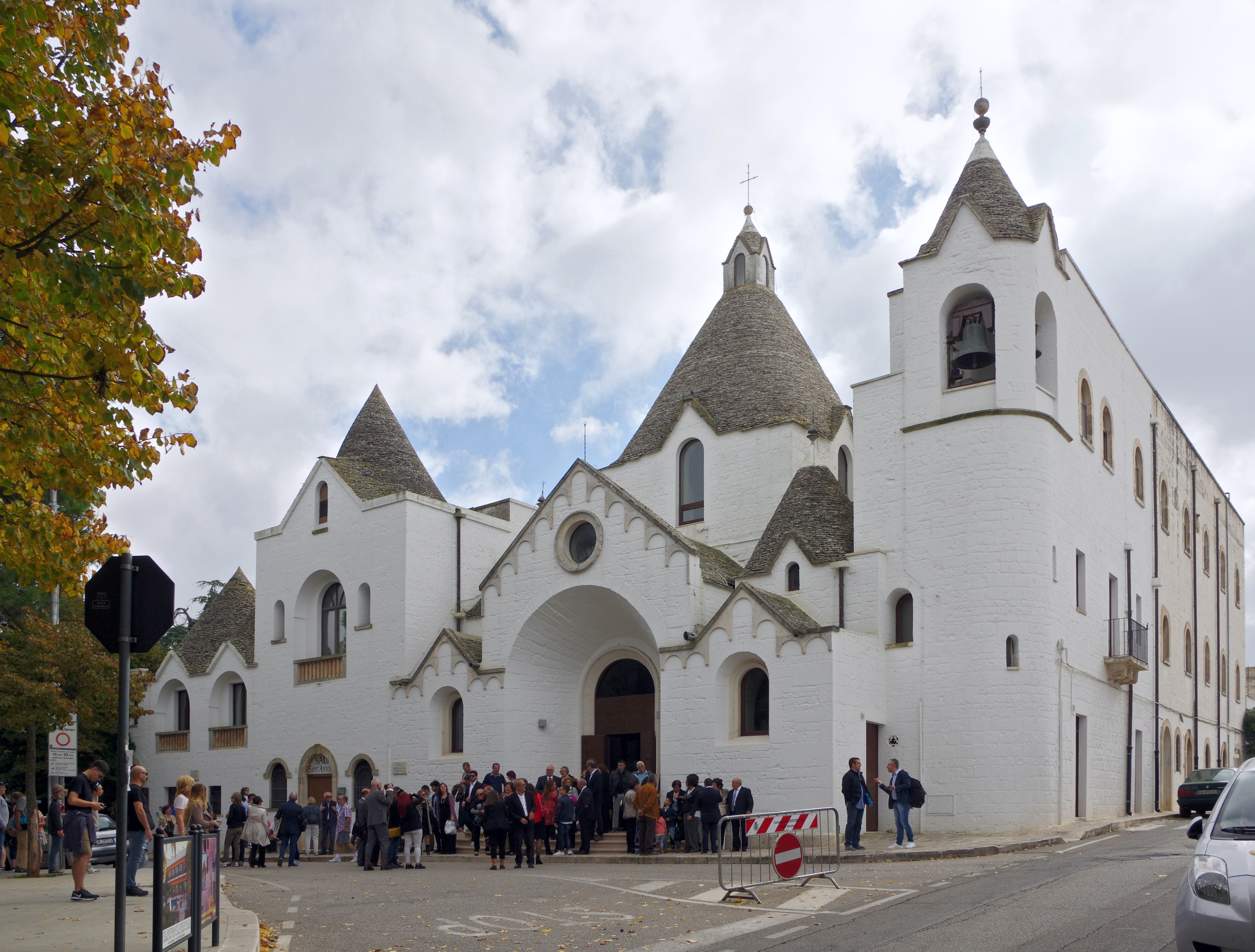
Chiesa a trullo Parrocchia di Sant'Antonio da Padova opera Don Guanella situato nel Rione Monti - Zona Monumentale

La Chiesa a Trullo fu edificata tra il 25 marzo 1926 e il 10 maggio 1927 su un terreno della signora Antonia Cammisa vedova Locorotondo, situato in Via Monte Pertica e dal 5 gennaio 1945 divenne la seconda parrocchia di Alberobello, staccandosi dalla Chiesa Madre. 
L'edificio, che è a pianta a croce greca, riproduce le fattezze dei trulli presenti in Alberobello. La cupola è alta 21 metri mentre il campanile accanto è alto 18,3 metri e ospita, dal 2018 ben sei campane. L'apparato decorativo interno include opere del pugliese Adolfo Ugo Rollo.

### Architetture civili

#### I Trulli
La storia di questi edifici molto particolari è (forse) legata alla pragmatica de Baronibus, un editto del Regno di Napoli del XV secolo che sottoponeva a un tributo ogni nuovo insediamento urbano. 
I conti di Conversano, gli Acquaviva d'Aragona proprietari del territorio su cui sorge oggi Alberobello con la domus estiva che si chiamava Difesa De Le Noci al confine con il territorio del ducato di Martina Franca dal 15 maggio 1481, imposero allora ai contadini inviati in queste terre di bonifica e messa a coltura dei nuovi terreni di edificare a secco, senza utilizzare malta, le loro abitazioni, in modo che esse potessero configurarsi come costruzioni precarie e non, almeno formalmente, a dimore appartenenti a un insediamento urbano permanente, in modo da esentarlo dal tributo. 

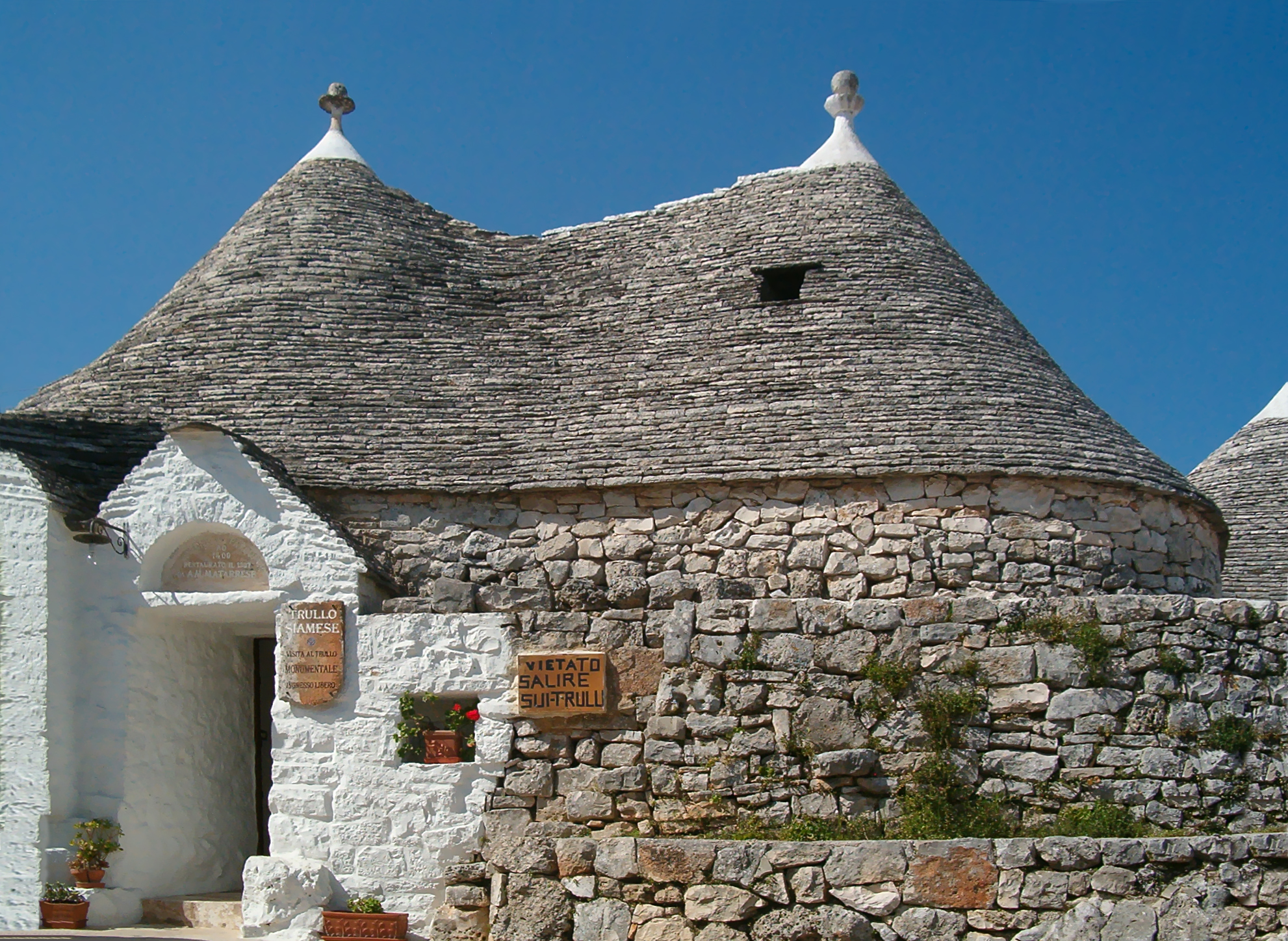
Il noto Trullo Siamese situato nel Rione Monti.

Dovendo quindi utilizzare soltanto pietre, i contadini trovarono la soluzione migliore nella forma rotonda o quadrata con tetto a falsa cupola, composto di cerchi di pietre sovrapposti. I tetti sono abbelliti con pinnacoli decorativi, che secondo molti rappresentavano la firma del maestro trullaro che aveva costruito (o restaurato) il trullo, la cui forma è ispirata a elementi simbolici, mistici e religiosi o profani, risalenti dal periodo fascista. 

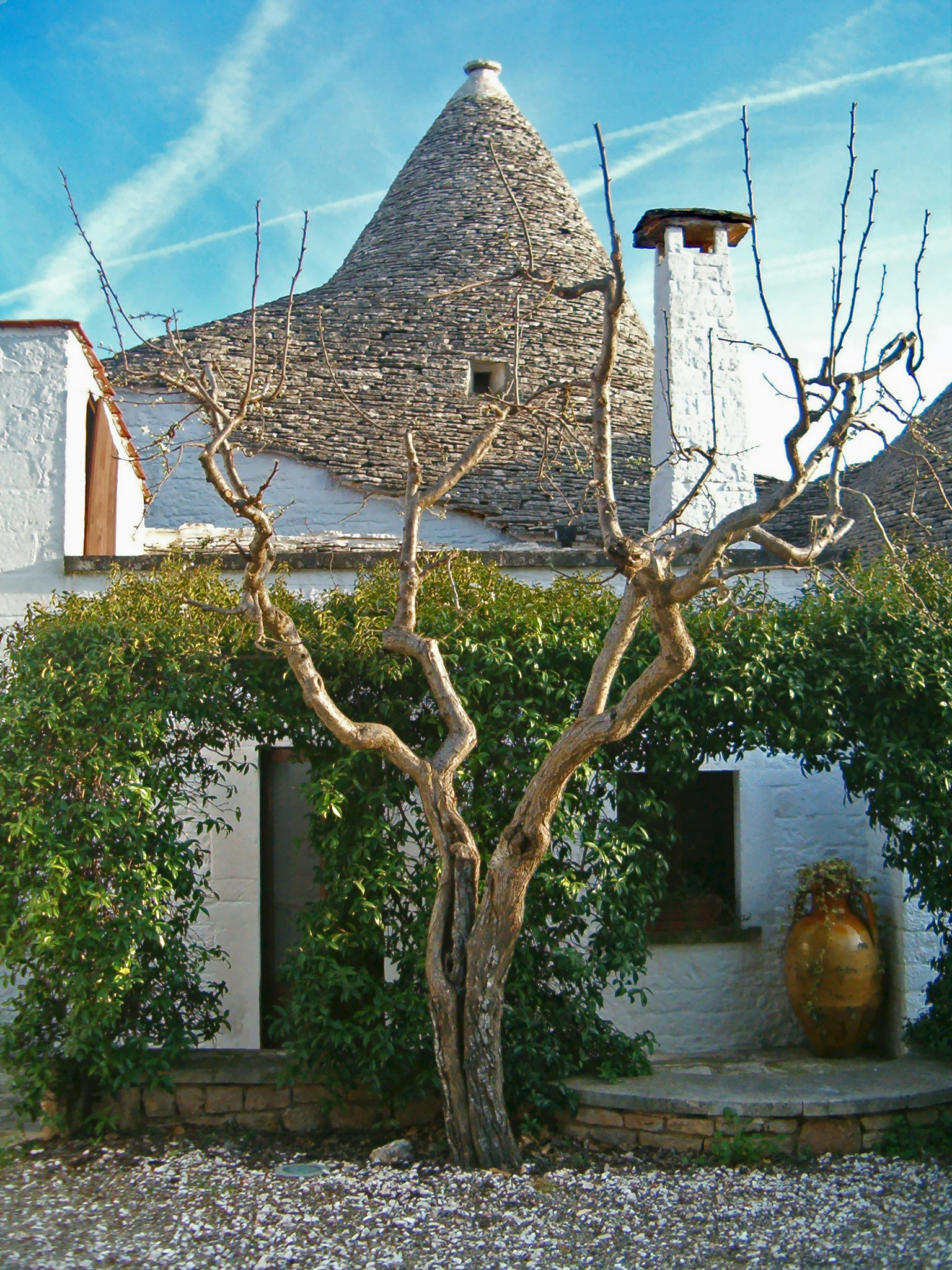
Retro del Trullo Sovrano.

Trullo Sovrano - Corte di Papa Cataldo
È uno dei trulli più grandi nel centro urbano alberobellese, affacciato nella piazza Sacramento, è alto quattordici metri; in origine, era un semplice trullo di campagna, e dal 1916 è stato denominato "Trullo Sovrano" dallo studioso locale Giuseppe Notarnicola. Dai proprietari famiglia Perna (Perta), nella seconda metà del XVIII Secolo, fu notevolmente ampliato divenendo una Corte e finito di realizzare con atto notarile sabato 15 aprile 1797, che attesta che la Corte fu realizzata con l'impiego di malta e pertanto in violazione della Prammatica de Baronibus. Fu sede della confraternita del Santissimo Sacramento dal 1826 al 1837, quando venne raffigurato in prossimità dell'ingresso un ignoto affresco del Calvario. Dopo, per breve tempo, fu sede della farmacia di Alberobello gestita dal farmacista Federigo (Federico) Chiarelli. Nel 1861 fu acquistato dai fratelli Sumerano Giuseppe e Antonio. Nel 1923 divenne Monumento Nazionale e nel 1928 fu realizzata la pavimentazione della piazza. Dal 1994 è adibito a casa museo.
Durante il periodo estivo, il Trullo Sovrano ospita piccoli spettacoli teatrali, concerti e numerosi altri eventi culturali.

#### Il cimitero

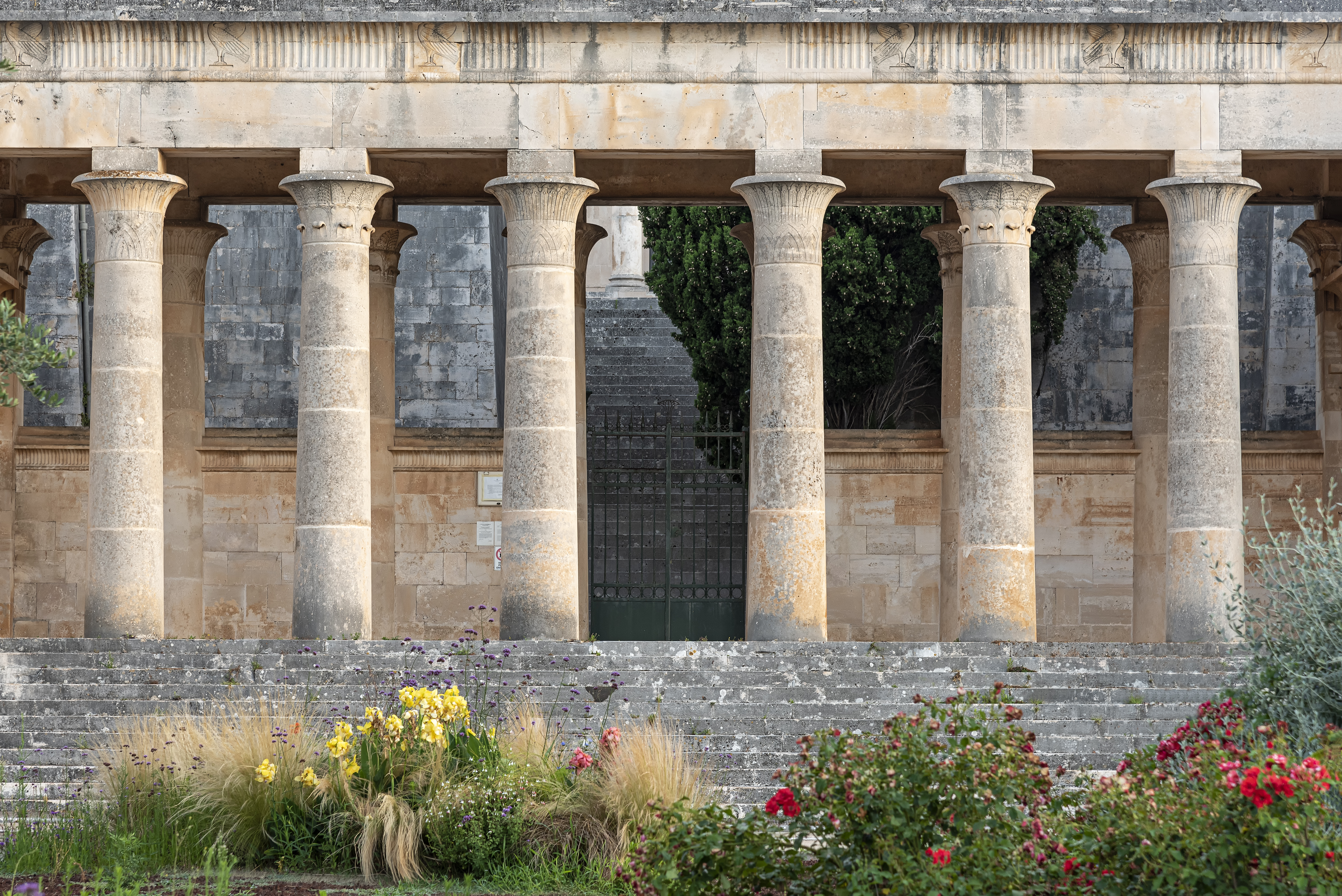
Il pronao, tramite il muretto di contenimento, divide la zona dei vivi da quella dei morti. L'ingresso principale, seppur sempre aperto negli orari convenzionali, viene oggi di rado utilizzato. E' stato, invece, frequentemente percorso fino agli anni Settanta quando la torre di sinistra ospitava le bare prima dell'ultimo saluto. (F.to Francesco Pinto, 2022)

Alberobello, oltre ai trulli, bene comune e patrimonio dell'umanità, annovera anche un’opera rilevante, il cimitero monumentale, nome questo, mai attribuito ufficialmente dalle autorità preposte, ma entrato nell'uso comune dalla popolazione del luogo. Secondo l'architetto che l’ha realizzato, l'architetto Antonio Curri, sarebbe stato, se completato, un'architettura scenografica eccezionale. Si estende su un’altura di fronte ad una rotonda, all'entrata del paese, sulla destra dell'asse viario per chi proviene da Putignano. Se si vuole comprendere di che cosa si tratta dobbiamo ritornare indietro alla seconda metà del XIX secolo in cui la nuova classe sociale volle riscattare le sue umili origini contadine con delle opere pubbliche più moderne, raffigurabile attraverso simboli di forte impatto visivo ed emotivo. Fautore di tutto questo fu Nicola Agrusti, sindaco della città nel decennio 1879-1889, estimatore dell'architetto Curri, amico personale, al quale, nella seduta del Consiglio comunale del 23 maggio del 1885 gli conferì l’incarico, riconoscendo l'indiscusso spessore culturale e capacità artistiche e professionali che assicuravano certezze per esprimere il nuovo stato sociale e i nuovi valori delle famiglie benestanti dell’epoca senza cadere nel provincialismo. La scelta di Curri era alquanto mirata, infatti era benvoluto da Crispi, stimato da D’Annunzio, da Eduardo Scarpetta, da Saverio La Sorsa, che lo ritenne il più grande architetto pugliese del sec. XIX, nonché dall'aristocrazia napoletana, quali le famiglie De Pilla e Buchy che lo vollero architetto di fiducia. L’architetto alberobellese presentò un progetto che si rifaceva allo stile neoegizio alquanto di moda in quel periodo. Basta visitarlo che subito balza imponente la facciata con un ampio prospetto, con il prònao ornato da dodici colonne e da due torri a piramide tronca su base pentagonale. La trabeazione è costituita da un architrave e una cimasa decorata con animali e dischi solari. Il colonnato immette in una corte, provvista d'ampie scalinate a nord, est e ad ovest; salendo si raggiunge la prima spianata. Qui il progetto prevedeva la chiesa con cupola, simile a quella del Pantheon, due piramidi e un obelisco, il tutto pavimentato con lastre di pietra e circondato e nobilitato da tombe gentilizie dai volumi contenuti. Gli altri due ingressi sono ubicati l'uno a nord, declassato a seguito di un ampliamento, e il secondo, il più utilizzato, posto sul lato sinistro, dopo una leggera salita. La costruzione del cimitero prevedeva, fino alla realizzazione del cancello posteriore, due spianate realizzate in un arco temporale di 17 anni; altri interventi, fatti negli ultimi anni del periodo fascista, portarono a tre le spianate. La collocazione della prima pietra risale alla festa della Candelora del 1887, mentre l'inaugurazione della parte monumentale al 15 ottobre del 1904.

## Società

### Evoluzione demografica
Abitanti censiti

### Etnie e minoranze straniere
Gli stranieri residenti ad Alberobello al 31 dicembre 2019 erano 447, pari al 4,21% della popolazione complessiva. Le comunità più numerose sono:
- Romania 145
- Albania 119
- India 24
- Cina 23
- Polonia 21

## Cultura

### Istruzione

#### Musei
- Museo del Territorio Casa Pezzolla, è costituito dal più grande complesso di trulli contigui e comunicanti (quindici) visitabili ad Alberobello che risalgono al XVIII secolo.[21]
- Ecomuseo della Valle d'Itria, museo diffuso fondato nel 2010 con i comuni di Alberobello, Cisternino, Fasano, Locorotondo, Martina Franca e Monopoli.

### Media

#### Televisione
Ha sede in Alberobello dal 1980 la tv locale privata Teletrullo.

### Cinema

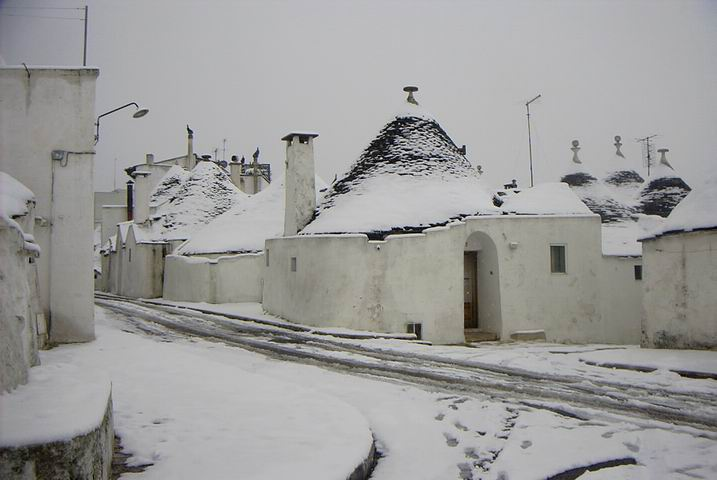
Alberobello d'inverno, ricoperta di neve

Alberobello è stata più volte scelta come set cinematografico soprattutto per la peculiarità dei trulli. la scelta della cittadina pugliese fu dettata da esigenze di ambientazione reale, tipiche del cinema neorealista. Già fra il 1930 e il 1931 venne girato Idillio Infranto film folcloristico pugliese in bianco-nero, ultimo film muto del cinema italiano e quarto film prodotto in Puglia, diretto da Nello Mauri e interpretato dalla diva Ida Mantovani e altri attori dilettanti.
Nel 1949-1950 il regista ungherese, Géza von Radvànyi, narrò le vicende di una giovane vedova della Jugoslavia, in attesa di un bambino (insieme con episodi di altre donne provenienti da vari paesi dell'Europa) in Donne senza nome, con Simone Simon, Gino Cervi e Vivi Gioi, sempre in bianco-nero.
Il regista Mario Monicelli nel 1964, 1965 gira alcune scene del film Casanova '70 nel Trullo Sovrano, con Marcello Mastroianni. 
Il regista Lucio Giordano, nel 2005, ha girato il film Le bande, con Massimo Giordano e Federica Gomma. Poi Siddharth Anand, (India), nel 2008, ha diretto e ambientato ad Alberobello il film Belle ragazze attente, (Titolo originale: Bachna Ae Haseeno), con Minissha Lamba. Ranbir Kapoor, il protagonista, è un attore-cantante amato dal pubblico indiano: tra i luoghi in cui è ambientata la sua giovinezza, fuori dell'India, c'è proprio Alberobello.
Il regista Franco Salvia, sempre nell'anno 2008, ha girato in paese Il sottile fascino del peccato, con Nino Castelnuovo e Milena Miconi. 
Nell'estate del 2010 Gennaro Nunziante con Checco Zalone ha girato il film campione d'incassi Che bella giornata. 
Nel maggio 2012 vi furono girate alcune puntate della soap-opera americana Beautiful.

## Geografia antropica
Coreggia è l'unica frazione di Alberobello. 
Divenne parte integrante del territorio alberobellese, con Decreto Regio, dal lunedì 1 luglio 1895, mentre in precedenza dipendeva amministrativamente da Monopoli. Vi si festeggiano i patroni S. Vito martire a giugno, la Madonna del Rosario e a ottobre e Cristo Re a novembre. Dal 5 gennaio 1945 vi fu istituita la parrocchia S. Vito martire.
Le altre contrade si denominano: San Leonardo, Cielo Cielo, Paparale, Gravinella, Monte del Sale, Monte Olimpo, Monte della Guardia, Zingarello, Maranna, Madonna del Pozzo, Capo Di Gallo, Cristi, Albero della Croce, Pantanelli, Piscia Calze, Ponte, Neviere Vecchia, Muscio, Vaccari, Pentimi, Villa Curri, Ricotta e Cremore.

## Economia

### Artigianato

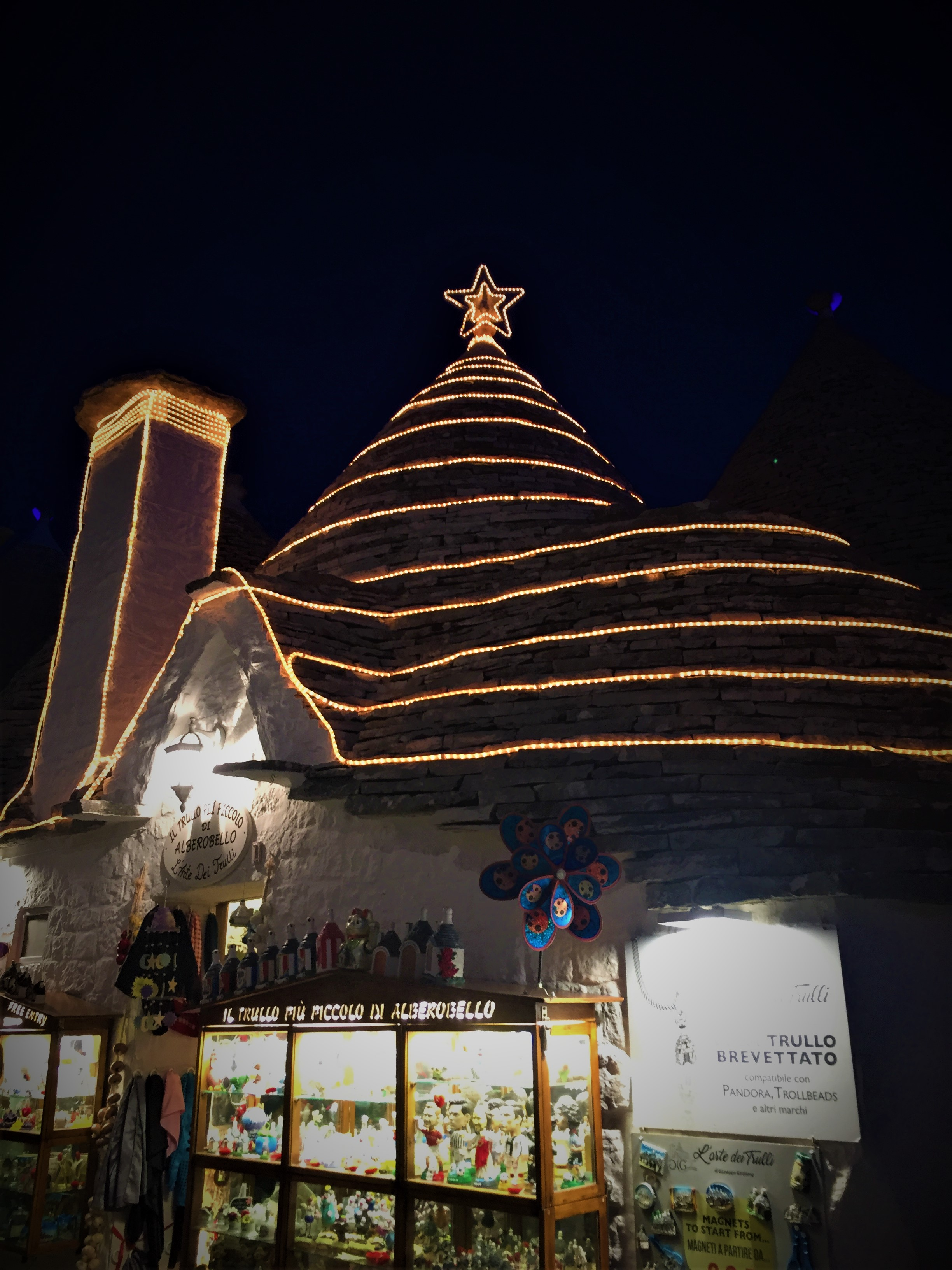
Un trullo di sera

Diversi i prodotti e i lavori dell'artigianato locale: si va dalla lavorazione del ferro alla fattura di cesti in legno d'ulivo; dalla lavorazione della pietra alla produzione del tipico vino novello e dell'olio. Baluardo artigianale è altresì l'arte gastronomica che vede la produzione di tipiche specialità locali: i dolci di mandorle, le pettole, le cartellate e gli amaretti. Inoltre gli abitanti del luogo sono noti per l'abilità nell'arte tessile, tuttora è possibile acquistare capi in lino nelle botteghe situate tra i trulli nel Rione Monti.

### Turismo
I trulli rappresentano la maggiore attrazione turistica, accogliendo ogni anno numerosi visitatori da tutto il mondo.

## Infrastrutture e trasporti
Alberobello è collegata al resto della Regione Puglia tramite una stazione ferroviaria lungo la ferrovia Bari-Taranto. La linea è gestita dalle Ferrovie del Sud Est sin dal 1933, che ha preso il posto della FBL (Ferrovie Bari Locorotondo). La stazione fu inaugurata il 14 dicembre 1903 ed entrò in servizio il 5 settembre 1905; è attigua a quelle di Noci e Locorotondo.
Inoltre, è collegata attraverso queste strade:
- statale 172 dei Trulli
- statale 604 di Alberobello

## Amministrazione
| Periodo           | Periodo         | Primo cittadino      | Partito                         | Carica              | Note   |
| ----------------- | --------------- | -------------------- | ------------------------------- | ------------------- | ------ |
| 5 agosto 1987     | 31 luglio 1990  | Domenico Pugliese    | Democrazia Cristiana            | Sindaco             | [ 24 ] |
| 31 luglio 1990    | 21 aprile 1992  | Domenico Pugliese    | Democrazia Cristiana            | Sindaco             | [ 24 ] |
| 3 giugno 1992     | 19 gennaio 1993 | Modesto Panaro       | Democrazia Cristiana            | Sindaco             | [ 24 ] |
| 19 marzo 1993     | 19 luglio 1993  | Pietro Rotolo        | Democrazia Cristiana            | Sindaco             | [ 24 ] |
| 18 settembre 1993 | 13 giugno 1994  | Biagio De Girolamo   |                                 | Comm. straordinario | [ 24 ] |
| 24 giugno 1994    | 25 maggio 1998  | Angelo Panarese      | Progressisti                    | Sindaco             | [ 24 ] |
| 26 maggio 1998    | 5 novembre 2001 | Angelo Panarese      | L'Ulivo                         | Sindaco             | [ 24 ] |
| 5 novembre 2001   | 28 maggio 2002  | Maria Teresa Pricolo |                                 | Comm. straordinario | [ 24 ] |
| 28 maggio 2002    | 29 maggio 2007  | Bruno De Luca        | L'Ulivo                         | Sindaco             | [ 24 ] |
| 29 maggio 2007    | 22 maggio 2012  | Bruno De Luca        | L'Ulivo                         | Sindaco             | [ 24 ] |
| 22 maggio 2012    | 11 giugno 2017  | Michele Maria Longo  | Lista civica Alberobello futura | Sindaco             | [ 24 ] |
| 11 giugno 2017    | 13 giugno 2022  | Michele Maria Longo  | Lista civica Alberobello futura | Sindaco             | [ 24 ] |
| 13 giugno 2022    | in carica       | Francesco De Carlo   | Lista civica Con te             | Sindaco             | [ 24 ] |

### Gemellaggi
- Villaggi storici di Shirakawa-go e Gokayama
- Monte Sant'Angelo, dal 2013
- Andria, dal 2013[senza fonte]
- Romentino, dal 2004

## Sport
Ha sede nel comune la squadra di calcio A.S.D. Arboris Belli 1979 che milita nell'Eccellenza Pugliese. L'Associazione Sportiva Basket Alberobello milita nel campionato di Prima Divisione Pugliese. Due sono invece le squadre di pallavolo, l'A.S.D. Volley 99 Alberobello che milita nel Campionato Territoriale di Prima Divisione Maschile e l'A.S. Pallavolo Living.
Il 12 maggio 2017 Alberobello ospitò l'arrivo della settima tappa della 100ª edizione del Giro d'Italia.